# تنها در تاریکی (بازی)
بازی  تنها در تاریکی  (به انگلیسی: Alone in the Dark)، توسط شرکت "اینفوگرِامز" در سال ۱۹۹۲ برای رایانه‌های سازگار با آی بی ام و سیستم عامل داس ساخته و منتشر گردید. این بازی یکسال بعد در سال ۱۹۹۳ میلادی برای پی سی-۹۸ نیز ساخته شد و توسط شرکت آرو میکرو-تک در ژاپن منتشر گردید. در سال ۱۹۹۴ میلادی نسخه‌ای از این بازی برای مکینتاش و توسط شرکت مک پلی انتشار یافت و در همان سال نسخه‌ای از این بازی برای کنسول بازی 3DO و توسط شرکت اینترپلی عرضه گردید.

این بازی اولین سری از بازی‌های "تنها در تاریکی" و اولین بازی ترسناک سه بعدی است که پایه‌گذار سبک جدیدی در طراحی و ساخت بازی‌های ترسناک گردید. بازی‌های مشهوری مانند رزیدنت اویل و سایلنت هیل به‌طور کاملاً واضحی از این بازی نسخه برداری نموده و الهام گرفتند.

## داستان بازی
داستان این بازی در دوره زمانی ۱۹۲۴ میلادی و در یک عمارت خالی از سکنه اتفاق می‌افتد. یک هنرمند معروف به نام "جرمی هارتوود" در عمارت بزرگ خودش در لوئیزیانا که به نام "دِرسِتو" معروف است، خودکشی می‌کند. اما پس از مرگ اسرارآمیزش همچنان اتفاقات عجیبی در این عمارت بزرگ می‌افتد. دو شخصیت اصلی این بازی بنامهای "ادوارد کارنبی" و "امیلی هارتوود" هرکدام بنا به دلایل شخصی راهی این عمارت خالی از سکنه می‌شوند تا راز واقعی خودکشی "جرمی هارتوود" و اتفاقات عجیب این عمارت بزرگ را کشف کنند.

## گیم‌پلی
این بازی در سبک "ترسناک"، "ماجرایی" و "اکشن" می‌باشد و در سال ۱۹۹۲ میلادی تولید گردید. گیم پلی این بازی برای اولین بار در آن سال‌ها به صورت ترکیبی از ژانرهای مختلف استفاده شد. در این بازی قهرمان بازی در یک عمارت چند طبقه به دام می‌افتد و برای رهایی خود در طول داستان بازی باید تعداد زیادی معما را با استفاده از مدارکی که بدست می‌آورد، حل نماید. این مدارک شامل: انواع کتاب، یادداشت، تکه‌های کاغذ و طومارهای قدیمی می‌باشد که هرکدام شامل اطلاعات مفیدی در مورد داستان بازی و راهنمایی‌هایی در باره حل معماهای درون بازی است.

این بازی علاوه بر معما، شامل موارد متعددی مبارزه با دشمنان مختلف در بازی می‌شود که به گیم پلی بازی جنبه اکشن می‌دهد. مبارزات در این بازی به روش‌های مختلف انجام می‌گیرد. برای مثال بدون جنگ‌افزار و با ضربات مشت و لگد، یا به وسیلهٔ اسلحه‌های مختلفی که در طول بازی بدست می‌آیند. در این بازی سلاح‌های سرد مانند: شمشیر، تیروکمان و سلاح‌های گرم مانند: هفت‌تیر (Revolver) و تفنگ قابل استفاده هستند. دشمنان قهرمان بازی شامل هیولاهای تخیلی، ارواح، حیوانات (مانند: عنکبوت، مار، سگ) و انواع زامبیها می‌باشند که برای مقابله با هرکدام باید از روش‌های مخصوص استفاده نمود.

## شخصیت‌های بازی
- ادوارد کارنبی :

یکی از دو شخصیت اصلی بازی. او یک کارآگاه خصوصی است که در زمینه اتفاقات ماوراءالطبیعه تحقیق و رسیدگی می‌کند. او از طرف یکی از اقوام جرمی هارتوود استخدام می‌شود تا در مورد خودکشی مرموز او تحقیق کند. به همین دلیل او به عمارت بزرگ جرمی هارتوود در لوئیزیانا مسافرت می‌کند تا پیانوی هارتوود را بیابد. زیرا اعتقاد دارد که یک یادداشت مخفی در پیانو وجود دارد که می‌تواند به کشف راز خودکشی جرمی هارتوود کمک کند.
- امیلی هارتوود :

برادرزاده جرمی هارتوود و شخصیت زن قابل بازی. او پس از شنیدن خودکشی عموی خود، تصمیم می‌گیرد به عمارت درسِتو رفته و راز خودکشی مرموز عموی خود را پیدا کند.
- جرمی هارتوود :

آخرین صاحب عمارت بزرگ و اسرارآمیز درسِتو. او یک هنرپیشه حرفه‌ای بود که این عمارت را پس از یک آتش سوزی مهیب در سال ۱۸۷۵ خریداری نمود و مجدداً اقدام به بازسازی آن کرد و حتی تونلها و راه‌های زیرزمینی آن عمارت را هم مجدداً پیدا نمود. او طی مدت اقامت خود در این عمارت با کنجکاوی در کتابخانه قدیمی عمارت و خواندن کتاب‌های اسرارآمیز آن، دچار کابوسهای شبانه گردید. در نهایت او خود را در اتاق زیرشیروانی حلق آویز کرد.
- اِزِشیل پرگزت[۱۵] :

او یکی از خونخوارترین و معروف‌ترین دزدان دریایی بود که در نزدیکی لوئیزیانا و در مردابهای آنجا برای خود یک مخفیگاه ساخته بود. در نهایت در سال ۱۶۲۰ توسط نیروی دریایی ولز دستگیر و اعدام شد. روح او در تونل‌های زیرزمینی عمارت درِستو مانده بود تا با گرفتن جان یک انسان زنده، مجدداً بتواند به دنیا بازگردد.